# منطقه نسیمی

جایگاه نسیمی رایون در شهر باکو

رایون نسیمی (به ترکی آذربایجانی: Nəsimi rayonu) یکی از رایون‌های شهر باکو، پایتخت جمهوری آذربایجان که به‌نام عمادالدین نسیمی نامگذاری شده و در ۱۳ ژوئن ۱۹۶۹ تشکیل شده است.
منطقه اداری نسیمی، یکی از مناطق مرکزی شهر باکو به مساحت ۱۰ کیلومتر مربع و ۲۱۵٫۱۲۰ نفر جمعیت است.
این ناحیه از شمال شرقی با نریمانوف رایون، از جنوب با سابایل رایون، از غرب با یاسامال رایون و از شمال با منطقه بینه‌قدی همسایگی دارد. اداره اجرایی این رایون در نوامبر ۱۹۹۱ تأسیس شد. رئیس اجرایی این ناحیه از ۳ مارس ۲۰۰۶ ناکنون نصیب مهام‌علی‌اف است.
در این ناحیه وزارت‌خانه‌های دارایی و بهداشت، کمیته دولتی استانداردسازی، اندازه‌گیری و حق ثبت اختراع، وزارت راه‌آهن ایالتی، دفتر کنترل انرژی دولت و برخی از موسسات دیگر جای دارد؛ همچنین شهرداری منطقه نسیمی در این منطقه فعالیت می‌کند. در منطقه نسیمی هیچ شهرک، روستا و سایر واحدهای سرزمینی اداری وجود ندارد. در این ناحیه ۱۹ بنگاه بزرگ صنعتی، ۴ مؤسسه تحقیق و طراحی علمی، ۱۳ بانک و شعبات آنها، ۹ بنگاه ارتباطی و ۱۱ هتل وجود دارد. بزرگ‌ترین شرکت با توجه به‌شمار کارمندان OJSC Baku Tikish Evi است. ۸ مدرسه متوسطه، ۴ مدرسه متوسطه حرفه‌ای، ۸ مؤسسه آموزشی (آکادمی نفت جمهوری آذربایجان، آکادمی موسیقی باکو، دانشگاه علوم پزشکی جمهوری آذربایجان، دانشگاه زبان جمهوری آذربایجان، دانشگاه اسلاوی جمهوری آذربایجان، دانشگاه آسیایی باکو، دانشگاه خصوصی جمهوری آذربایجان و دانشگاه دختران باکو)، ۲ مدرسه موسیقی، ۴۷ مهد کودک، ۱۱ بیمارستان، ۱۱ پلی‌کلینیک و ۱۳ اثر معماری وجود دارد.
۲۴۵۷ خانواده (۱۰۸۷۲ نفر) از ساکنان ناگورنو قره‌باغ و سایر مورد مناقشه و درگیری به‌طور موقت در این ناحیه اسکان داده شده‌اند. در این ناحیه ۱۵۲ شهید به خاک سپرده شده‌اند (که ۱۳۸ نفر از آن‌ها در جنگ قره‌باغ و ۱۴ نفر دیگر نیز در دیگر جای‌ها کشته شده‌اند).